# عبد الرؤوف فضل الله

## بطاقة شخصية

### نسبه
هو السيد عبد الرؤوف فضل الله، ابن السيِّد نجيب بن السيِّد محي الدِّين بن نصر الله بن محمَّد بن عليّ بن يوسف بن محمَّد بن فضل الله ابن الشّريف حسن ابن السيِّد جمال يوسف بن الحسن بن محمَّد بن عيسى بن فاضل بن يحيى بن جوبان بن دياب بن عبد الله بن موسى بن عبد الله بن الحسن المثنى ابن الإمام الحسن بن عليّ بن أبي طالب ـ من أسرة آل فضل الله ـ المعروفة بالعلم والأدب.

### ولادته
ولد في بلدة عيناثا ـ قضاء بنت جبيل في جبل عامل ـ في السابع من شهر محرّم الحرام لسنة 1325 هجرية الموافق 20 شباط لعام 1907 ميلادية. توفي والده وهو في العاشرة من عمره وذلك في الأوَّل من ربيع الأوَّل لسنة 1335هـ.

### والده
والده السيِّد نجيب فضل الله، أحد علماء الدين الشيعة في جبل عامل، وصاحب إحدى المدارس العريقة التي تخرَّج منها الكثير من علماء تلك الفترة.

### والدته
والدته كريمة السيِّد جواد مرتضى من علماء جبل عامل في تلك الفترة.

## نشأته
بعد فقد والده في سنة مبكرة، بدأ بممارسة حياته الدراسية في مدرسة بنت جبيل، ودراسة القرآن الكريـم وبعض المقدّمات العلمية على شيوخ بلدته، واتجه اتجاهاً أدبياً إلى جانب الاتجاه العلمي، فنظم الشعر، وقام بحفظ نهج البلاغة، وديوان المتنبي، وغير ذلك من الكتب العلمية والأدبية.

### زواجه
تزوَّج من كريمة الحاج حسن بزي وذلك في ذي الحجّة من سنة 1346هـ، وهي شقيقة عقيلة السيِّد محسن الحكيم، وهاجر معها إلى النجف في العام الذي اقترن بها.

### أولاده
له من الأولاد خمسة ذكور وخمس إناث. أبناؤه الذكور هم:
1. محمَّد جواد
2. محمَّد علي
3. محمَّد رضا
4. محمَّد باقر
5. محمَّد حسين

## أساتذته وتلاميذه

### أساتذته
التحق في النجف بشقيقه السيِّد محمد سعيد فضل الله، حيث ابتدأ دراسته المنهجية تحت إشراف أخيه، ودرس المقدّمات والسطوح عليه وعلى الميرزا فتاح الشهيدي، والسيِّد محمود الشاهرودي، والسيِّد عبد الهادي الشيرازي.
لازم السيِّد الشيرازي حتّى حاز الاجتهاد، وكان السيِّد الشيرازي يرجع المؤمنين إليه في جبل عامل ولبنان عامّة في الفتوى والقضاء وأمهات المسائل العلمية والقضائية.

### تلامذته
تتلمذ على يديه في النجف عددٌ من رجال الدين الشيعة منهم:
1. السيِّد عباس أبو الحسن
2. السيِّد عبد المحسن فضل الله
3. الشيخ بشير حمود الشوكيني.
4. السيِّد علي مهدي إبراهيم
5. الشيخ علي عسيلي.
6. الشيخ حسن عسيلي
7. الشيخ محمَّد مهدي شمس الدِّين
8. السيِّد عبد الكريـم نور الدِّين
9. السيِّد علي فضل الله
10. السيِّد محمَّد علي الأمين
11. وأولاده الثلاثة: السيِّد محمَّد حسين والسيِّد محمَّد جواد والسيِّد محمَّد علي.

## العودة إلى لبنان
عاد إلى لبنان في 25 ذي القعدة سنة 1375هـ، وذلك بعد مراجعات كثيرة من أهالي مدينة بنت جبيل ووجهائها، طالبين منه العودة ليكون إماماً ومرجعاً لهم ولسائر القرى العاملية، وظل يتردّد بين بنت جبيل والضاحية الجنوبية لمدينة بيروت بقية حياته.

## مؤلفاته
له مصنَّفات في الفقه والأصول، قام ولده السيِّد محمَّد علي بكتابة القسم الأكبر من بحوثه ونظرياته الفقهية والأصولية من خلال دارسته عليه لأكثر من عشرين عاماً.
وفي الشعر وله ديوان مخطوط ذكره الفتلاوي في «المنتخب من أعلام الفكر والأدب».

## مواقفه ونشاطاته
سعى إلى تشجيع بناء المساجد والحسينيات في جبل عامل، ومساعدة المحتاجين واليتامى وتربية الجيل على الأخلاق الإسلامية.
ووقف إلى جانب الثورة الإسلامية في إيران، وشهد احتلال جبل عامل من قبل الجيش الإسرائيلي، ودعا النَّاس إلى مقاطعة المحتلّين وحثّهم على الجهاد.

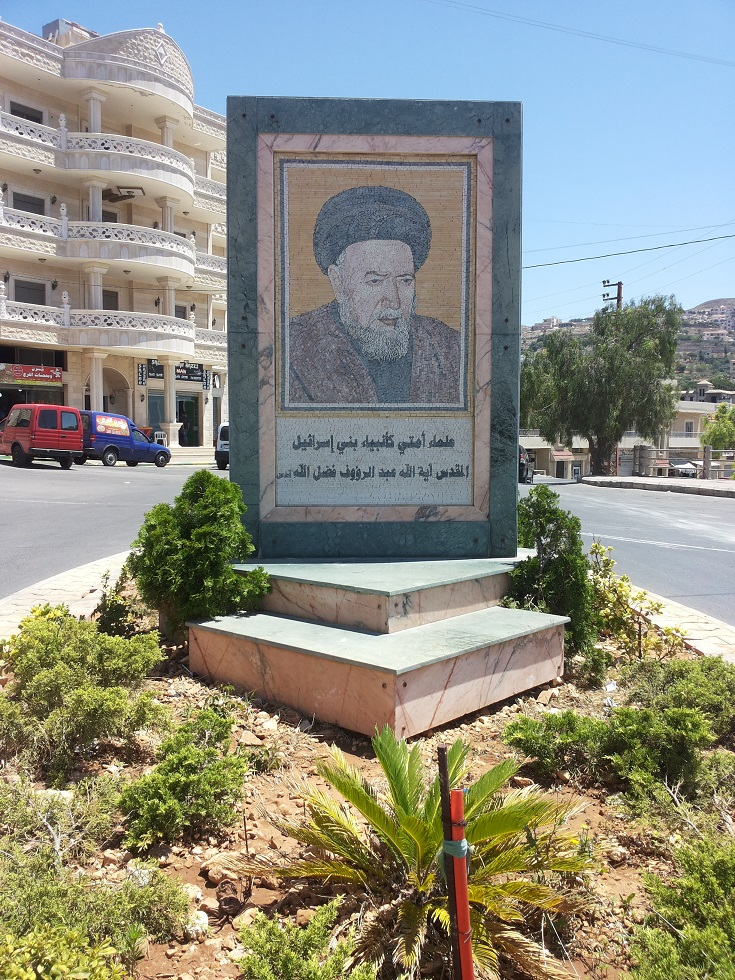
نصب تذكاري للسيد عبد الرؤوف فضل الله في مدينة بنت جبيل في جنوب لبنان

## وفاته
توفي في 11 ربيع الأوَّل لسنة 1405هـ / الموافق في 4 كانون الأول لسنة 1984م.
نقل جثمانه إلى النجف، وقد صلّى عليه السيِّد أبو القاسم الموسوي الخوئي ودفن في وادي السَّلام.

## وصلات خارجية ومراجع
مقال في نشرة بينات عن شخصية المترجم
ترجمة السيد عبد الرؤوف فضل الله في معجم البابطين
المقدس السيِّد عبد الرؤوف فضل الله قمَّة في الصَّفاء والروحانيَّة والورع
المرجع السيد فضل الله مستذكراً والده المقدس السيد عبد الرؤوف:كان من الشخصيات الممتلئة روحانيةً وإنسانيةً
ترجمة المقدس آية الله الفقيه السيد عبد الرؤوف فضل الله العاملي العيناثي بخط العلامة الشيخ محمد رضا شمس الدين العاملي رحمه الله
العلامة المقدس السيد عبد الرؤوف فضل الله.. مسيرة زاخرة بالعلم والعطاء و الجهاد